# TGV Postal
El TGV Postal es un modelo de tren de paquetería de alta velocidad de la serie TGV operado por SNCF y La Poste. Cubre la línea París-Lyon 6 veces al día transportando 8 vagones con 32 contenedores de paquetería cada uno.
En origen, la serie estaba formada por 5 semiramas que permitían formar 2 ramas completas y tener una semirama de reserva. Además, la rama n.º 38 de TGV Sud-Est fue transformada para paquetería. Se esperaba la transformación de una segunda rama, pero se desestimó tras un descenso en el tráfico de paquetería. La rama de reserva se ha utilizado en ocasiones para sustituir temporalmente piezas de otros TGV con averías.
Como los remolques de TGV comparten un eje, al separar las semiramas es necesario acoplar en el extremo un boje especial para que puedan mantenerse en las vías de mantenimiento por sí mismas.
En el año 2015 estas ramas fueron retiradas del servicio, pasando a prestarse desde una nueva terminal en las afueras de París con trenes convencionales de mercancías.